# 金发草
金发草（学名：Pogonatherum paniceum）为禾本科金发草属下的一个种。